# Hugh Richmond (könyvszereplő)
Hugh Richmond angol színész, William Shakespeare társulatának tagja, Sir Robert Cecil kémküldetéssel bízza meg és elküldi a Mardsden Hallba, hogy keresse fel Sir Clifford Marsdent, aki tud segíteni neki. A Tudor-ház krónikája regénysorozat második kötetének, a Vérvörös és színaranynak a szereplőre.

## Élete
|  | Alább a cselekmény részletei következnek! |

Ifjú éltéről, mind a könyv több szereplőjéről nem tudunk semmit.
A könyvben akkor tűnik fel először, mikor elmegy a Marsden Hallba és bemutatkozik, mint Hugh Richmond. Amikor megjön találkozik a családdal és egymásnak mindenféle történeteket mesélnek múltjukról és kalandjaikról. Aztán éjszaka be akar menni Sir Clifford Marsdent szobájába, ugyanis azért jött ide, hogy az ő segítségét kérje és elmondja, hogy az igazi oka ott-tartózkodásának, hogy segítséget kérjen tőle, mert több angol katonának nyoma veszett a határvidéken. Clifford ekkor úgy dönt, hogy elmegy Richmonddal és elviszi magával unokáját William Marsdent is. Úgy döntenek, hogy jobb ezt a kalandot titokban tartani, csak Meg, a szolgálójuk és Lady Eleanor Marsden, Sir Clifford felesége tud az útjukról, az előző meg is próbálja lebeszélni őt, de az agg Clifford, azt mondja, hogy ha meg is hal, legalább a királynő szolgálatában és nem egy hideg ágyban. Vesznek lovakat és útra kelnek. Eljutnak a skót-angol határvidékre és bemennek Alnwicki várába, ahol Clifford találkozik régi barátjával, Sir John Fosterrel, a határvidék kormányzójával. Csak Hugh és William megy tovább, Clifford a várban marad. Hugh aki színész, megtéveszti egy lány egy skót faluban és elfogják őket. Bezárják őket egy toronyba, de Margaret "Meg" Lumley, bár nem engedték, utánuk ment és kiszabadította őket. Később azonban újra elfogták őket, a skót király táborában és a király elé vezették őket. A király kikérdezte őket és elmondta, hogy az angol katonákat azért kellett őrizetbe venniük , ne hogy elmondhassák a táborozó sereg létszámát, mert ha nem tudja békés úton elfogadnia a koronát, akkor kénytelen lesz benyomulni az országba. nem sokkal ez után behozzák Cliffordot és Fostert is, mert később utánuk mentek. A király végül szabadon engedi őket. A kaland után Hugh Richmond elbúcsúzik tőlük és visszamegy Londonba jelentést tenni.
|  | Itt a vége a cselekmény részletezésének! |